# Leerer Beutel

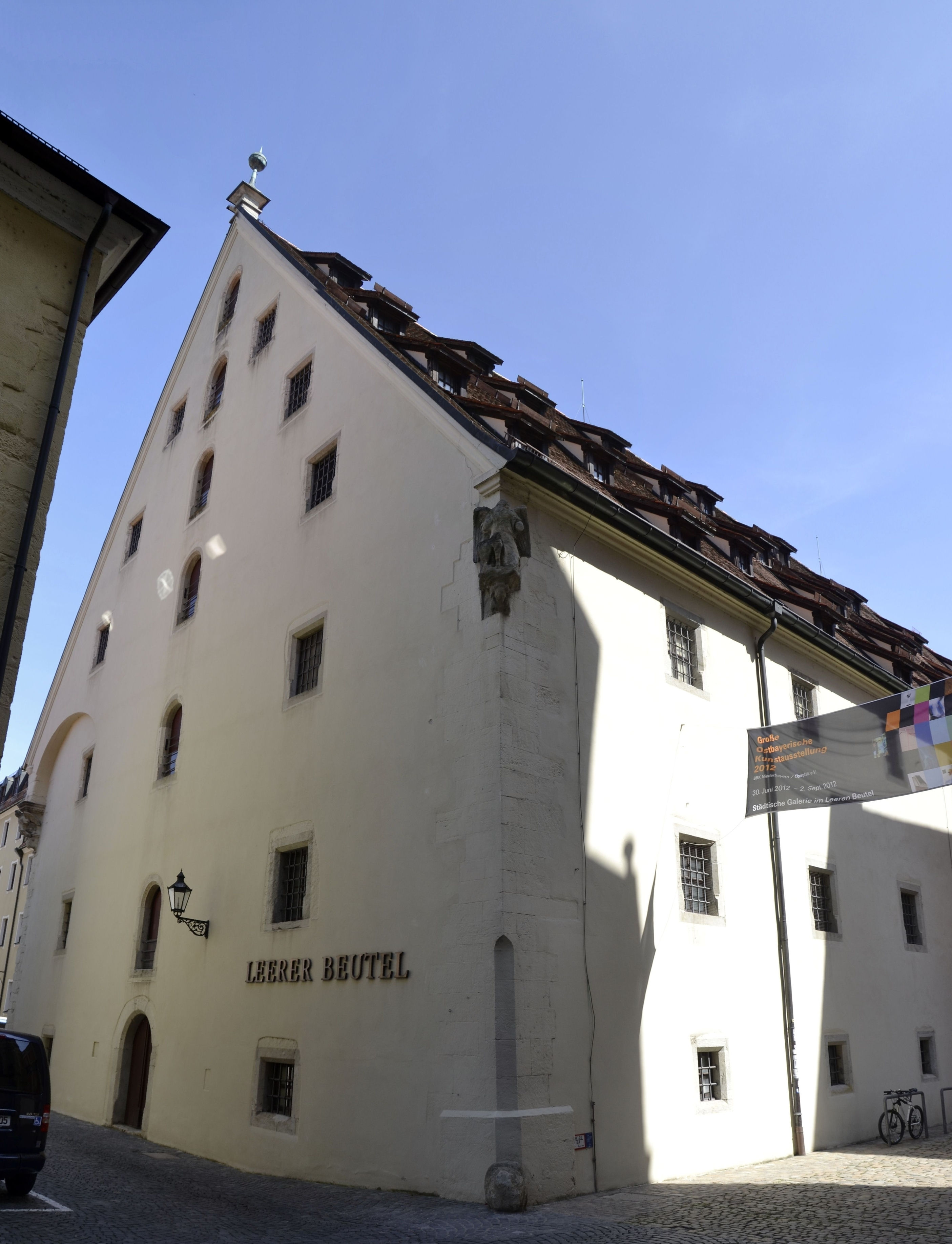
Leerer Beutel in Regensburg

Mit der Bezeichnung Leerer Beutel ist in der Stadt Regensburg das Gebäude eines ursprünglich spätmittelalterlichen Getreidespeichers aus dem 16. Jahrhundert gemeint. Nach umfangreichen Baumaßnahmen unter Erhalt der historischen Bausubstanz nach Plänen des Architekten Ludwig Meier wird in dem Gebäude seit 1980 das bewirtschaftete Kulturzentrum der Stadt Regensburg mit Ausstellungs- und Veranstaltungsräumen betrieben. Das Gebäude befindet sich in der Bertoldstraße 9 in der östlichen Altstadt von Regensburg nahe dem Dachauplatz, nahe dem städtischen Museum.

## Geschichte
Das aus dem späten Mittelalter stammende Gebäude entstand in zwei Bauabschnitten. Im ersten Bauabschnitt wurde östlich neben einem bereits im 15. Jahrhundert erbauten städtischen Getreidespeicher, der bereits als Leerer Beutel bezeichnet wurde, nach Erwerb und Abriss eines alten Brauhauses ein weiterer Kornspeicher errichtet, dessen Bauurkunde sich in Form einer geätzten Kalksteinplatte im Museum erhalten hat. Als sich schon wenige Jahre später der neue Speicher als zu klein erwies, fiel der Entschluss, einen alten westlich benachbarten Speicher, der der Patrizierfamilie Dollinger gehörte, abzureißen und den geplanten Neubau mit dem wenige Jahre zuvor entstandenen Kornspeicher, der sich als zu klein erwiesen hatte, zu einem baulich einheitlichen großen Speicher von 54 m Länge und 21 m Breite zusammenzuschließen. Das Mauerwerk des neu entstandenen großen Speichers aus verputzten Bruchsteinen mit starker Eckverquaderung hat kleine vergitterte, mit Sandstein eingefasste Rechteckfenster, die nur wenig Licht spenden. Schleppgauben in vier Geschossen gliedern die großen Dachflächen. Als Bauschmuck für den Zweckbau wurden auf Konsolen an drei Ecken unter den Giebelansätzen drei, heute stark verwitterte, Engel angebracht, die das Wappen der Stadt und des Reichs tragen. Im Inneren des Lagerhauses befinden sich sieben Geschosse, davon drei im aufgehenden Mauerwerk und vier im riesigen Sparrendach. Die Vogelschaupläne des Hans Georg Bahre von 1630 heben das Getreidemagazin als ein dominierendes Profangebäude aus der Masse der kleinen Häuser von Bürgern und Handwerkern heraus.
Seine Aufgabe als Getreidespeicher musste das Gebäude besonders in den Jahren nach dem Dreißigjährigen Krieg erfüllen. Damals war es dem bayerischen Kurfürsten in den Friedensverhandlungen nach den Kämpfen um Regensburg#Akkordvertrag und seine Nachwirkungen nicht gelungen, Einfluss in der kaiserlichen freien Reichsstadt zu gewinnen. Daraufhin und auch noch später im Verlauf des 18. Jahrhunderts nutzten die bayerischen Herrscher immer wieder die von ihnen verhängten Getreidesperren, um die von bayerischen Gebieten eingeschlossene Reichstadt Regensburg mit Getreidemangel unter Druck zu setzen, um neben Hunger auch Teuerungen in der Stadt hervorzurufen.
Der heutige Name des Gebäudes Leerer Beutel gibt Rätsel auf. Der Name könnte sich ableiten von „Lare-den-Pautel“ womit der Getreidesack gemeint wäre. Es könnte aber auch die Kasse der Reichsstadt (Stadtsäckl) gemeint sein, die sich leert, wenn die Getreidesäcke gefüllt werden. Eine etymologische Deutung besagt, dass die ursprüngliche Schreibweise lautet: „laeren paeutel“ und dass damit ein Imperativ im Sinne von „leere den Beutel!“ vorliegt und keine Verbindung von Adjektiv mit Substantiv.

## Städtische Galerie
Seit 1980 beherbergt der ehemalige Speicher auf mehreren Etagen die Städtische Galerie im Leeren Beutel, eines der Städtischen Museen in Regensburg. Eine Dauerausstellung zeigt Kunst geschaffen in Regensburg und in der Region Ostbayern aus dem 20. und dem 21. Jahrhundert, darunter malerische und graphische Werke von Josef Achmann (1898–1973), Kurt von Unruh (1894–1986), Xaver Fuhr (1898–1973) und Otto Baumann (1901–1992) sowie Bilder und Plastiken der Künstlergruppe SPUR. Außerdem werden wechselnde Sonderausstellungen durchgeführt.

## Weitere Einrichtungen

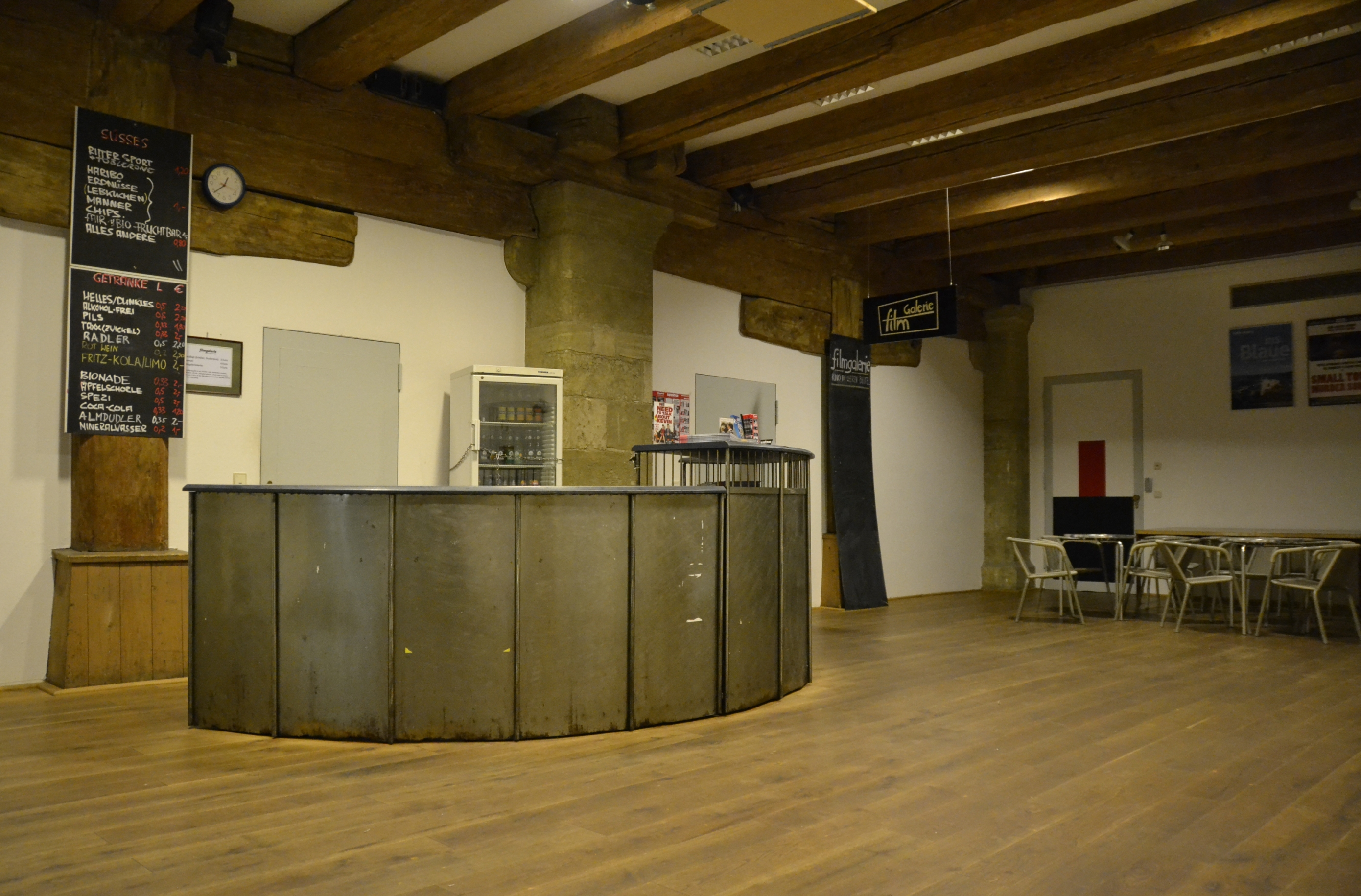
Kino

Außer der Städtischen Galerie sind im Kulturzentrum eine vom Arbeitskreis Film Regensburg e. V. betreute Filmgalerie, der Jazzklub Regensburg e. V. und eine Gaststätte untergebracht.